# 19세기 문학
19세기 문학은 19세기 동안 제작된 세계 문학을 가리키는 말이다.

## 프랑스
19세기 문학은 대혁명으로 새로운 사회의 담당자가 된 부르주아지가 과거의 제약에서 자아를 해방하여 문학적으로 표현하는 일에서 시작된다. 근대문학은 여기에서 시작한 것이라고도 할 수 있다. 19세기는 이 부르주아지와 더불어 많은 정치적 변천을 겪으면서 나아간다. 이러한 사회변동과 밀접한 영향관계를 유지하면서 문학에 있어서도 갖가지 유파가 생겨나고 또 교체해 간다.
최초에 출현한 것이 낭만주의이다. 위고를 중심으로 한 이 유파는 전(前)낭만주의의 영향하에 18세기의 이성중심주의와 형식화한 고전주의 이론에 반대하여 문학에 개성적 감정을 풍성하게 하는 일과 표현의 자유를 주장하였다.
낭만주의는 19세기 중엽까지 문단의 주류를 점했다. 그러나 이 사이에도 이미 객관적 사실주의에 눈뜬 작가들이 나와서 걸작을 쓰고 있었다. 스탕달과 발자크 등이 바로 그들이다.
주관주의 내지는 주정주의(主情主義)의 과도한 발달이 원인이 되어서 낭만주의가 쇠퇴하자 이를 대신하여 주관적 요소를 배제하여 현실세계의 충실한 재현을 지향하는 사실주의(寫實主義)가 대두되었다. 여기에는 자연주의의 급속한 발전과 더불어 보급된 과학정신과 실증주의 영향이 컸다. 사실주의 문학가 중에는 이른바 ‘예술을 위한 예술’을 주장하는 경향이 있었다. 1848년의 2월혁명의 실패로 정치에 대한 절망감, 물질주의를 구가하는 부르주아지에 대한 혐오 등이 큰 사회적 배경이라고 할 수 있다. 이 유파를 대표하는 소설가로서는 플로베르가 있고 시 움직임에는 고답파(高踏派) 시인들이 이와 같은 사조를 전개하였다.
이처럼 문학에 객관성을 구하는 움직임에서 더 나아가 과학적 근거를 부여하려 했던 것이 1870년경부터 대두한 자연주의이다. 텐류(流)의 실증주의 영향을 받아서 사람은 결정론에 지배되고 있다는 문학관에 입각해서 그의 갖가지 양상을 실험적·과학적 방법으로 세세하게 묘사하려던 졸라를 중심으로 관찰과 실험을 주로 한 이 유파의 작가들은 부르주아지 사회의 부패를 묘사한 작품을 많이 냈다. 1889년경부터 자연주의는 차차로 쇠퇴하여 문단은 심리적·윤리적 작품을 썼던 부르제, 바레스의 세대로 옮겨갔다.
자연주의가 주로 소설을 지배하였던 기간에 시 분야는 고답파의 쇠퇴와 함께 1880년경부터는 베를렌, 랭보, 말라르메 등의 시대를 맞이했다. 보들레르의 영향을 깊게 받은 이 시인들은 음악적 운율(韻律)과 영상(影像)으로서 사물을 암시하고 내심(內心)세계의 정확한 묘사를 지향하여 시를 모든 산문적 요소가 배제된 순수상태에까지 올려놓았다. 이러한 시인들과 그들의 영향하에 생긴, 상징파라 불리는 모레아스 등의 시인들에 의해 20세기까지 계속된 일련의 운동을 상징주의라 한다. 이 사조는 근대시의 원천이 되었을 뿐만 아니라 시의 영역을 넘어 20세기 문학 전체에 직접 큰 영향을 주었다.

## 동유럽
이 시대의 선구자는 극작가 베셰니에이(1747-1811), 시인 베르제니(1776-1836), 평론가 카진치(1759-1831) 등 이었으나 얼마 안 가 연애시집 <리라의 노래>(1805)로써 알려진 서정시인 초코나이(1773-1805)가 나와, 헝가리 문학에 새로운 길을 열어 놓았다. 19세기 전반은 합스부르크 통치에 대한 민족 독립운동이 최고조에 달한 시대였고, 이에 호응해서 문학면에서도 많은 명작이 탄생한 국민문학의 융흥기였다. 이 시기의 대표적 작가로는 극작가 키시팔루디(1788-1830), 카토나(1791-1830), 시인 뵈뢰시마르티(1800-1855) 등이 있다. 특히 카토나의 애국적 사극 <방크 반>(1821)은 헝가리 극단에서 가장 인기 있는 작품의 하나로, 오늘날도 각지의 극장에서 되풀이하여 상연되고 있다. 이렇게 해서 점차로 강력히 일기 시작한 반(反)합스부르크의 민족감정은 얼마 안 가 오스트리아 지배로부터의 완전독립을 지향하는 국민적 봉기로서 폭발하였다. 헝가리측의 완전한 패배로 끝난 이 헝가리 독립전쟁(1848-1849)에는 많은 문학자들도 참가하고 있으나, 그 중에서도 당시 국민적 우상이던 청년시인 페퇴피의 전사는 이 전쟁의 최대 비극으로서 모든 헝가리인의 마음속에 깊이 새겨지고 있다. 독립전쟁 후의 한동안, 헝가리는 오스트리아의 압제하에 신음했으나 국민문학의 전통은 서정시의 페퇴피와 함께 손꼽히는 서사시인 아라니(1817-1882) 등에 의해 보존되었다. 또한 이 시대의 민족적 고뇌를 강력히 반영하고 있는 시인에 마다치(1823-1864)가 있어, 그의 철학적 시극 <인간의 비극>(1860)은 헝가리 국내뿐만 아니라 세계 각국의 극단에서 지금도 자주 상연되고 있다. 1867년의 아우스글라이히(오스트리아·헝가리 화평조약) 이후, 헝가리는 또다시 많은 정치적 자유를 회복했고 경제적으로도 일단 안정을 얻었다. 이 시기의 헝가리 문단의 제1인자는 국제적으로도 널리 알려진 요카이로서 많은 장편을 썼고 요카이에 이어 이 시대의 인기작가가 된 미크자트(1847-1910)도 소설분야에 뛰어난 작품을 많이 남겼다.

## 러시아, 소련
러시아 19세기 문학은 카람진과 함께 시작된다. 그는 의고전주의(擬古典主義)의 규범을 타파하고 문학을 개인감정의 해방이라는 측면에서 다루어 평가하고 부드러운 문체를 써서 낭만주의에의 길을 열었다.
1810년대에서 1820년대 말까지는 낭만주의가 번성한다. 초기의 대표자는 주콥스키(1783-1852)이다. 그가 폐쇄된 개인의 내면을 파고든 데 반해, 나폴레옹 전쟁으로 자유의 공기를 맛본 청년 귀족들 사이에서는 전제주의에 대한 반항을 통해 자아를 해방시키려는 시민적 낭만주의가 생겨나기 시작한다. 이들의 대부분은 데카브리스트(Dekabrist=12월 당원)가 되나, 푸슈킨은 독자의 입장에서 국민문학의 창조를 지향하게 된다. 30년대에 들어서자 산문이 발달하였고 실작면(實作面)에서는 푸슈킨에 이어서 고골리, 레르몬토프, 이론면에서는 벨린스키가 나오기에 이르러, 리얼리즘에 기초를 둔 국민문학이 탄생한다. 이 흐름은 1840년대에 들어와 ‘자연파’로서 확정되어, 투르게네프, 도스토예프스키, 곤차로프 등 많은 작가가 배출됨으로써 리얼리즘은 새로운 전개를 보이기 시작한다. 1850년대 말부터 60년대에 걸쳐서는 농노제의 쇠퇴와 함께 체르느이셰프스키, 도브롤류보프를 선두로 하는 잡계급(雜階級) 인텔리겐차가 등장하여 비판적 리얼리즘의 입장을 강력히 추진한다. 혁명운동의 격화와 함께 1870년대에는 여기에서 인민파의 작가가 탄생한다. 한편 1850년대 초에 등장한 톨스토이를 포함한 기성의 대가들은 ‘자연파’의 한계를 뛰어넘어 러시아 사회·러시아 민족을 역사적으로, 그리고 또한 현대적으로 깊은 통찰에 바탕을 두고 묘사함으로써 러시아 문학은 근대문학의 발걸음을 내디딘 지 반세기 남짓만에 세계문학이 된다. 이렇게 해서 19세기 말에 이르러, 체호프에 의해 푸슈킨에서 비롯된 러시아 산문은 완벽의 경지로 다듬어진 것이다.

## 독일
독일의 19세기 문학은 낭만주의, 사실주의(현실주의), 세기말에 생긴 자연주의 등을 포함한다.
만년의 괴테 작품은 낭만적 사조와 교섭을 갖는다. 또 전기낭만파는 고전주의와 대립한 것이 아니라 오히려 그것을 숭배하고 그로부터 영향을 받은 것도 사실이다. 그러나 낭만주의는 원래 그리스 문화와 르네상스의 정신을 바탕으로 하는 고전주의에 대해서 고딕 정신의 앙양과 게르만 민족의 자각을 주장한 것이기 때문에, 1798년 슐레겔 등의 기관지 <아테네움(Athen
um)>이 발간을 보게 된 후로는 양자는
뚜렷하게 구분되게 되었다. 독일 낭만주의의 사상적 기초는 칸트에서 출발하여, 그 이원대립(二元對立)을 조화시키려는 피히테의 절대자아(絶對自我)의 관념이나 헤겔의 변증법은 절대진리의 추구와 무한에의 동경을 본질로 하는 낭만파 시인에게 다대한 영향을 끼쳤다. 셸링의 자연철학과 미적 이상주의도 커다란 역할을 하고 있다.
낭만파의 풍조가 싹트기 시작한 것은 고전주의 전성기(1800년 직전)경으로 최고 전성기는 1820-30년경인데, 여기에 위대한 존재로 또 각각 고립되어 있어 어느 주의, 어느 유파로 규정지을 수 없는 시인이 있다. 즉 횔데를린과 클라이스트, 그리고 장 파울 등이다.
전기낭만주의 운동의 중심은 슐레겔 형제이고 티크, 노발리스, 바켄로더 등의 시인이 이에 참여하였다. 다분히 이지적(理智的)요소(要素)를 내포하며, 이론을 붙이기에 급한 나머지 창작면에서 뛰어난 것이 드물었다. 후기낭만파는 백화난만(百花爛漫)의 느낌이 있어 특히 서정시 중에 수작(秀作)이 많다. 그리고 이지적 면에 편중되었던 전기낭만파는 순정·소박·총합적인 요소가 지배적이었다. 또한 전자가 종교나 철학을 중시한 데 반해 후자는 자연과 역사에 치중하였다. 아르님, 브렌타노, 아이헨도르프, 쾨르너, 울란트, 슈바프, 하우프, 샤미소, 푸케, 호프만, 플라텐, 뤼케르트 등이 후기낭만파에 속한다. 또 그림 형제는 시인은 아니지만, 전설과 옛 이야기에 관한 연구 수집은 불후의 가치를 갖고 있다.
1830년대의 유럽의 양상은 일변되어 산업혁명에 의한 사회구조의 변혁은 현실주의·사실주의 문학의 대두를 촉진시켰다. 낭만주의는 과거와 미래에 대한 ‘동경’이며 리얼리즘은 현재 또는 현실에 근거하는 태도이다. 또 이즈음에 사회적·정치적인 야심을 버리고, 소시민적 존재를 감수하는 경향이 대두하여 문학적으로는 낭만적 정서를 품으면서 사실적 필치로 보잘 것 없는 세계에 애정을 쏟는 ‘비데르미어(Biedermier)문학’이 탄생하였다. 즉 그릴파르처, 뫼리케, 슈티프터, 드로스테 휠스호프 등이 이에 속한다. 이것에 대하여 ‘젊은 독일’ 시인들은, 문학은 시대의 정치적·사회적·정신적 요청에 호응하며, 이에 봉사하여야 한다고 주장하였다. 즉 저널리즘의 발로라 보여지는 것으로 민주주의를 고취하면서 그 작품은 비데르미어적(的)·낭만적 경향을 띠는 것이다. 하이네가 가장 대표적인 작가이다.
1890년경에 이르기까지의 문학은, 이에 뒤따르는 자연주의 문학과 달리, 현실을 묘사하면서 거기에 영원의 그림자를 담으려고 하였다. 이것은 고전주의로부터 유래하는 문학정신을 계승하는 것으로서, ‘시적 현실주의’(특히 1860-70년대)라고 일컬어진다. 그러나 현실생활을 묘사하는 사실주의 문학의 흐름에서 볼 때 서정시나 희곡보다는 결국 산문소설이 주류를 이루었다.
대표적 시인으로는 독일에 헤벨과 루트비히, 스위스에 켈러와 마이어가 있으며, 리하르트 바그너는 ‘악극(樂劇)’을 창조하였다. 고전주의 시대를 독일문학의 ‘황금시대’라고 부르는 데 대해서, 이 시대를 ‘백은시대(白銀時代)’라고 불러도 무방할 것이다. 이들 거장들은 각자의 개성을 지니고 있어 상호 남을 용납하지 않으며 자칫하면 자기 내부에만 칩거하는 폐쇄적 경향이 있었다. 그리고 그 작품은 프랑스, 영국, 또는 러시아에 있었던 것과 같은 의미의, 즉 사회의 현실을 반영하는 리얼리즘이 아니고 개인이나 개인주의에 매몰된 문학인 것이다. 슈토름, 로이터, 레나우, 프라이타크, 릴리엔크론, 폰타네 등이 이 시대의 작가에 속한다.
19세기 후반 근대과학의 비상한 발달과 사회경제 조직의 일대 변혁은 이상주의적·긍정적·낙천적 색조(色調)를 더욱 희박하게 하여서 도처에서 회의적·상대주의적·실증주의적·기계적인 것이 지배하기에 이르렀다. 이러한 세상물정에 응해 등장한 문학이 자연주의 문학으로, 유물론적·자연과학적 인생관을 표방하며, 소재를 현실생활에서 구하고 물질문명의 암흑면, 세기말의 불안, 세기의 전변(轉變)으로 생기는 세계적 고민을 표현하려 하였다. 홀츠와 슐라프가 이 문학론의 제창자로서 이 제창을 실천에 옮겨 성과를 올린 것이 하우프트만과 주더만이다. 그러나 자연주의는 독일혼에 깊이 뿌리박은 낭만적 경향에 맞지 않아 단명으로 끝났다.

## 같이 보기
- 19세기